# A. C. 박티베단타 스와미 프라부파다

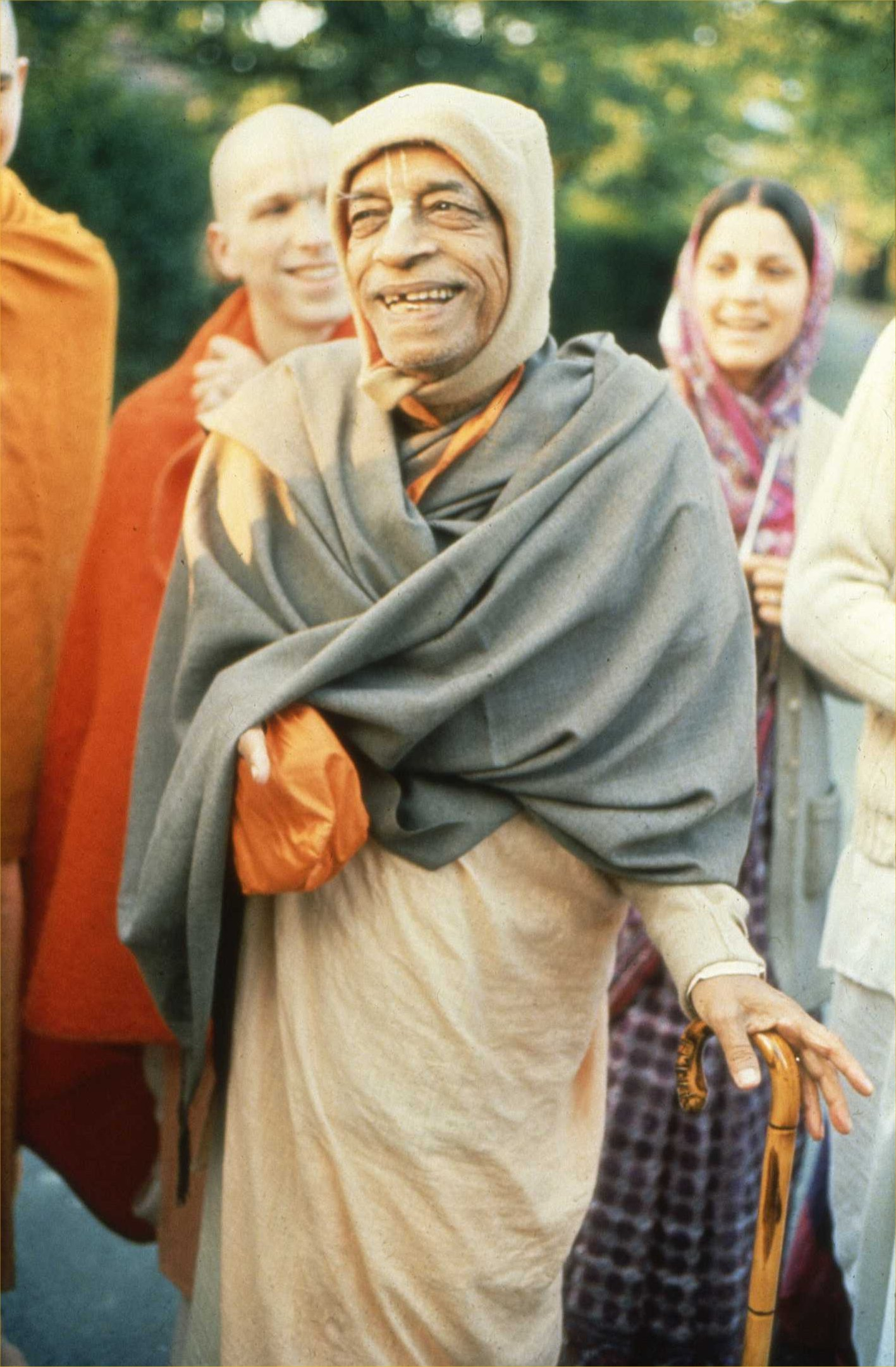

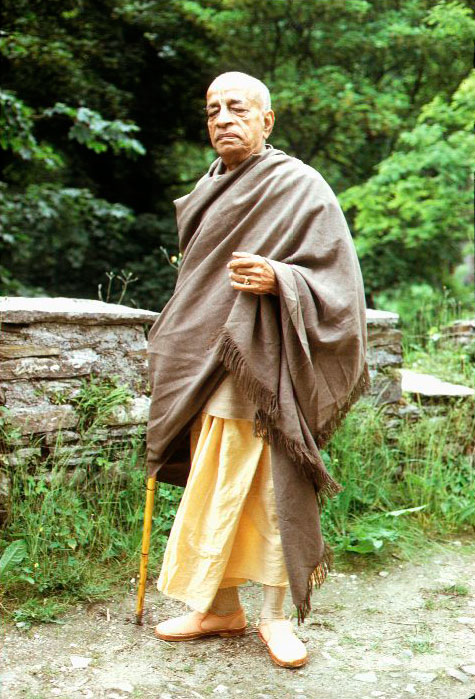

A. C. 박티베단타 스와미 프라부파다(A. C. Bhaktivedanta Swami Prabhupada)는 인도의 영원하면서도 우주적인 영적 지혜의 정수를, 현대인들이 쉽게 이해할 수 있고, 생활 속에서 구현할 수 있게 가르침을 전한 스승이다. 청년시절, 베다의 가르침을 전하는 일에 일생을 바칠 것을 결심, 1944년 영어판 잡지 'Back to Godhead'를 창간, 아직까지 한번도 빠지지 않고 발행되고 있으며, 그가 저술한 베다철학, 종교, 문학, 문화에 관한 저술들은 학계에서 그 권위와 심원함, 명료성을 인정받아 각 대학에서 교재로 채택되고 있다. 현재 세계 곳곳에는 그의 가르침에 입각한 베다 공동체가 있으며, 그곳에서는 교육과 명상과 노동 등이 혼연일체가 된 새로운 삶의 철학이 구현되고 있다.